# Polonia Warszawa (klub sportowy)
Klub Sportowy „Polonia” Warszawa – polski wielosekcyjny klub sportowy z siedzibą w Warszawie, założony w 1911. Jeden z najstarszych klubów sportowych w stolicy.

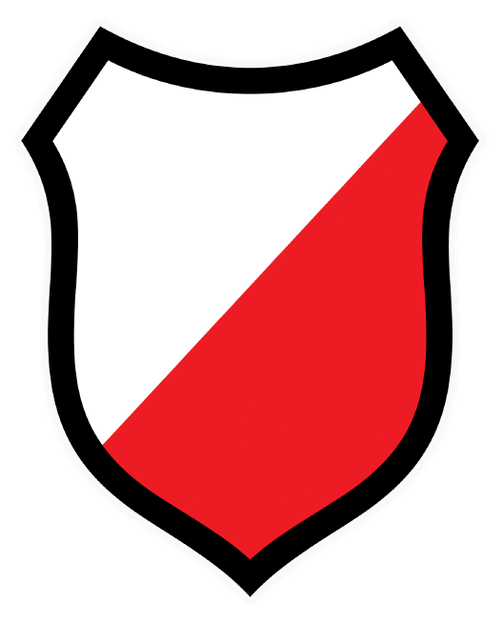
Pierwszy herb Polonii Warszawa

## Historia
Początkiem Polonii Warszawa była drużyna utworzona w 1911 w ramach Warszawskiego Koła Sportowego grupująca wyróżniających się piłkarzy gimnazjalnych drużyn - gł. Stelli i Merkurego. Historyczny pierwszy mecz drużyna rozegrała z Koroną Warszawa 19.11.1911.
Formalnie klub zarejestrowany został w październiku 1915 po zajęciu Warszawy przez Niemców - wcześniej władze rosyjskie nie zezwalały na rejestrację polskich klubów sportowych. Pierwszym prezesem Polonii został Tadeusz Gebethner. W tym czasie w klubie działały dwie sekcje: piłkarska oraz lekkoatletyczna. W następnych latach stopniowo zwiększano liczbę sekcji sportowych.
Największe sukcesy odnosiły sekcje: piłkarska, koszykarska (mężczyzn i kobiet), szachowa oraz pływacka. Z Polonii wywodzą się tak uznani polscy sportowcy, jak m.in.: Irena Szewińska, Waldemar Marszałek oraz Władysław Szczepaniak.

## Sekcje

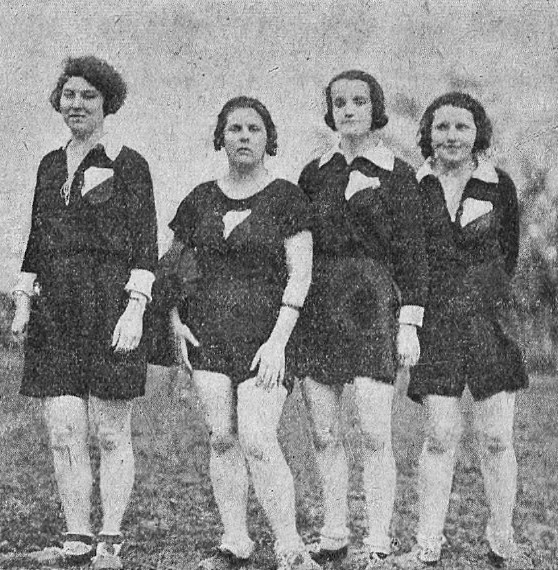
Lekkoatletki Polonii Warszawa, od lewej: Wanda Kwaśniewska, Helena Zelwerowicz, Eugenia Kielich i Maria Baran (1924)

- Piłka nożna mężczyzn – 2 x Mistrz Polski, 2 x Puchar Polski, 1 x Puchar Ligi, 1 x Superpuchar Polski
- Piłka nożna kobiet
- Koszykówka mężczyzn – 1 x Mistrz Polski, 3 x Puchar Polski
- Koszykówka kobiet – 2 x Mistrz Polski, 2 x Puchar Polski
- Siatkówka mężczyzn – 1 x Mistrz Polski
- Siatkówka kobiet
- Hazena - 1 x Mistrz Polski[6]
- Szachy – 15 x Mistrz Polski, 4 x Superpuchar Polski
- Pływanie - 27 indywidualne mistrzostwa Polski (do 1960)
- Hokej
- Motorowodniactwo
- Boks - 2 indywidualne mistrzostwa Polski
- Lekkoatletyka - 116 indywidualne mistrzostwa Polski (77 mężczyźni, 39 kobiety)
- Tenis stołowy
- Szermierka – 1 x drużynowy Mistrz Polski (szpada); 2 indywidualne mistrzostwa Polski (kobiety, floret)
- Kolarstwo górskie
- Łyżwiarstwo szybkie - 10 indywidualne mistrzostwa Polski
- Piłka ręczna
- Tenis ziemny
- Kolarstwo
- Gimnastyka
- Brydż
- Wyścigi motocyklowe
- Kręgle
- Turystyka[7]

## Prezesi klubu
- Tadeusz Gebethner 1915-1918
- Piotr Blitek 1918-1921
- August Loth 1921-1925
- Piotr Blitek 1925
- Leon Pratkowski 1925-1930
- Kazimierz Sosnkowski 1930-1939
- Tadeusz Marat 1945-1948
- Marek Arczyński 1948-1949
- Stanisław Skoczylas 1949-1953
- Henryk Rykiert 1953-1957
- Stanisław Frenkiel 1953-1957
- Edmund Garczyński 1960-1961
- Tadeusz Zawiślak 1961-1968
- Zbigniew Hołowiński 1968-1971
- Walenty Szablewski 1971-1979
- Czesław Dziumowicz 1979-1980
- Jerzy Machaj 1980-1990
- Michał Jędraszewski 1990-1996
- Andrzej Lew-Mirski 1996-2004
- Waldemar Marszałek 2004

Powyższa lista dotyczy prezesów Polonii jako klubu wielosekcyjnego. Od końca XX w. następuje stopniowe usamodzielnianie się poszczególnych sekcji - każda staje się odrębnym podmiotem prawnym z odrębnym zarządem. 
Prezesi honorowi
- August Loth
- Stanisław Frenkiel
- Jerzy Piekarzewski